# 神道

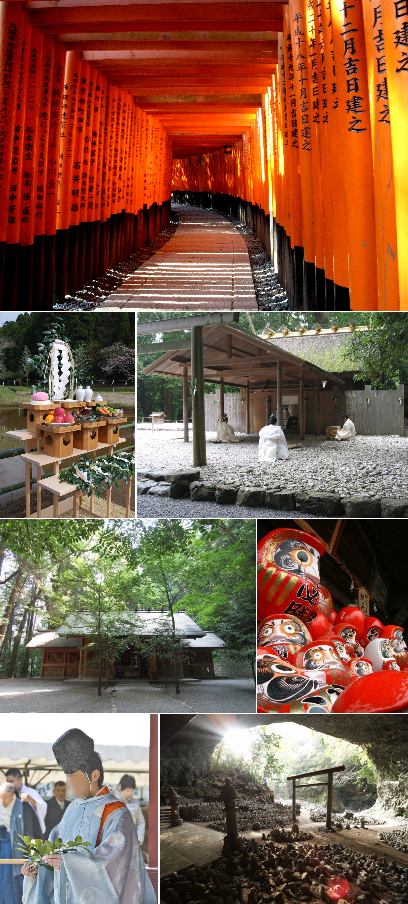

神道（日语：／ Shintō），也稱爲「惟神之道」、「隨神之道」，漢語圈又稱神道教，是原生於日本大和民族的民族宗教，奠基於日本自古以來的民間信仰與自然崇拜，屬於泛靈多神信仰。其特徵是將世間萬物中令人敬畏及崇拜的均視為神，從山、海之類的自然界物體或現象、祖靈、傳統神話中的神祇與英雄、乃至各種幽靈、外國人物等皆是，認為凡間的萬物都有神靈依附，就算是長年使用的人造物品也會成神，福氣、災厄、疾病等抽象概念也是神，這種「萬物皆有靈」的信仰正是神道教的主要特色。神道教的神祇數量之多可以「八十萬神」或「八百萬神」來形容。與其他民間信仰相似，神道沒有統一的信仰組織，旗下分為數個流派。

## 历史
神道起初沒有正式的名稱，一直到公元5世紀至8世紀，汉传佛教經朝鲜半岛的百濟傳入日本後，才在《日本書紀》〈用明天皇紀〉中出現「天皇信佛法，尊神道」紀錄，這是首次出現「神道」稱呼。
汉字传入日本后，「神」字被用来表示日语中的（kami）。當時的日本人称已逝的人之亡灵为，亦将认为值得敬拜的山神及树木、狐狸等动植物的灵魂称为。还包括一些令人骇闻的凶神恶煞。其後，人物神的歷任天皇、幕府將軍、功臣、武士等也漸漸被作為膜拜對象，形成較為完整的體系。
佛教初傳入日本時，神道信徒甚為反對，國內貴族也分為兩派，分別主張支持佛教與反對佛教。支持佛教的勢力以蘇我氏為代表，而反對派則以物部氏和中臣氏為首。但日本佛教乃當時的世界大國唐朝所傳授，佛僧至唐朝進修後擁有更先進的技術和知識，於是天皇們大多擁護佛教，神道頓時失勢。然至8世紀末，佛僧掌握國家大權，皇室有意打壓佛教影響力，因而神道再度得勢。長久下來，兩種宗教逐漸互相融合，即「神佛習合」，類似華人的三教合一。至明治時期，百姓多同時信仰兩宗教。於是佛教寺院和神道的神社，兩者渾然。例外的是伊勢神宮，古日本視它為皇族祖廟，供奉皇家歷代先祖，屬於古神社。
14世纪北畠親房著《神皇正統記》，上起于神代，終興國初。《神皇正統記》中的天皇世系经德川光圀《大日本史》采纳成为官方史家定说。
德川家康的儒臣林罗山提出神道即尧舜之道，皇祖皇宗的正道与儒教的精神同一。
德川義直继承了林罗山的神道观，著有《神祇宝典》，排斥佛菩薩本地垂迹说；主张神道即王道，即尧舜之道，即儒道、圣贤之道，即“《易》云：圣人神道设教，而天下服矣。”德川義直认为日本為神靈棲舍之所，故稱為神國，其寶稱神器，守神器之人稱神皇，其兵稱神兵。神意人心本是一理，剑玺镜即勇信智，玺镜为文，剑为武。若林強斎继承了山崎闇斎的垂加神道，著《神道大意》强调儒教即神道。
当时盛行的还有朱子学派儒者山崎暗斋的创立垂加神道。阳明学派儒者中江藤树提出神明即良知的本体；其门人熊泽藩山以此为旨著《神道大义》，主张神道与儒教一致，“以神明之本体为良如”，神道以正直为体，知仁勇为三德，三种神器分别象征了知、仁、勇。荻生徂徠的门人太宰春台在《辨道书》中指出，神道即《周易》觀卦《彖》傳中的「觀天之神道，而四時不忒。聖人以神道設教，而天下服矣。」出口延佳受林罗山的影响，收集战国时代以来散逸烧亡的神宫旧记和神书，导入理气学，创设的伊势神道则以《周易》易理为神道，强调神道即天下万民的道。出口延佳撰有《中臣祓瑞穗抄》、《神代卷講述抄》、《太神宮神道或問》。
至江戶時代末期，國粹的神道理論家宣稱，兩者不能相混。本居宣长反对把儒家和神道混同，由此产生了复古神道。荷田春满及其门人贺茂真渊通过对《万叶集》、《古事记》的古语、国学的研究创设复古神道，把《古事记》奉为第一神典，主张以孝道为先，孝父母、敬神和忠于天皇。复古神道主张古道即神道，万国都承蒙天照大神的御德；日本是天照大神降生之国，其子孙天皇万世一系，继承三种神器，居于万国之上。平田篤胤是复古神道的集大成者。平田篤胤早年在朱子学者中山青莪门下学习汉学，批判太宰春台《辨道書》，著有《古道大意》，提出日本人都是神的后裔。他以中国自古革命不断、乱臣贼子众多为根据，论证日本输入儒道以来也战乱不断。他在《赤縣太古傳》、《三五本纪考》中提出，中国才是日本神祇渡海所经营的，三皇五帝是从日本渡海去的神；他著《俗神道大意》排斥其他神道派别为俗神道。
明治元年正月，明治天皇下诏宣布太政复古。明治元年十月十七日，明治天皇亲祭冰川神社并下诏宣布祭政一致：

诏：崇神社、重祭祀，皇国之大典政教基本。然中世以降，政道渐率，祀典不举，遂驯致纲纪不振，朕慨之。方今更始之秋，新置东京，亲临视政，将先兴祀典、张纲纪，以复祭政一致之道也。
明治2年12月，宫内建成新神殿，供奉八神、天神地祇和历代皇灵。1870年1月3日，在新神殿中举行天皇亲祭，并发布《镇祭诏》：

朕恭惟大祖創業，崇敬神明，愛撫蒼生，祭政一致，所由來遠矣。朕以寡弱夙承聖緒，日夜怵慯，懼天職之或虧，乃祗鎭祭天神地祇八神曁列皇神靈于神祇官，以申孝敬，庶幾使億兆有所矜式。
明治3年1月3日（1870年2月3日），明治天皇作大教宣布诏书：

朕恭惟天神天祖，立極垂統；列皇相承，継之述之。祭政一致，億兆同心。治教明于上，風俗美于下。而中世以降，時有汚隆，道有顕晦，治教之不洽也久矣。今也，天運循環，百度維新，宜明治教，以宣揚惟神大道也。因新命宣教使，以布教天下。汝群臣衆庶，其体斯旨。
随后神道成為國家的宗教，兴起「廢佛毀釋運動」，以致許多佛寺遭毀。雖然明治憲法承認宗教信仰自由，但崇拜神道成為日本國民的義務，成為統治國民的手段。此一近似於國教的神道信仰體系被稱為「国家神道」。明治维新执行王政复古、祭政一致，再次确立王朝时代以来的神社制度，展开神祇官复兴运动。明治五年三月创立教部省，确立政教合一，在国家层面设大教院，主祭天之御中主神、高皇產靈神、神皇產靈神和天照大神。在地方上设立中教院、小教院。明治三十一年十一月创设全国神职会。國家神道的制度直到二戰後，才在盟軍占領當局要求政教分離的指導下被廢除。
根據日本文化厅在2016年的统计，神道在日本国内約有8千9百萬信徒，佔日本居住人口（含外籍居留人口）比例達47.4%，但此數據沒有考慮到神佛習合現象。有人認為實際上真正虔誠的神道信徒數量並不多，日本五大報之一的《日本经济新闻》則指出很多日本人不过是进去寺庙里面求神许愿罢了，并不是真正擁有宗教信仰，但實際上，宗教除了制度性宗教外，還有非制度性宗教，求神許願本身也是宗教行為的一種，不能說成沒有宗教信仰。

## 祭仪
日本神道祭祀包括了天神、地祇、人鬼的祭祀典礼。祭祀分大祀、中祀、小祀。大祀包括大嘗祭。中祀包括新嘗祭、神嘗祭、相嘗祭、神衣祭、祈年祭。小祀包括镇花祭、镇火祭、镇魂祭、三枝祭、道享祭、风神祭、祈雨止雨祭、月次祭、星祭、招魂祭、荒神祭、地镇祭。《古事记》中除了至尊神天照大神以外，神道教的神按职别包括六个辅佐神、五部上祖神、三十二神、五行神、风神、雷神、山神、草神、海神、河神、二十一祓神、六福神、道祖神、和歌神、八大武神、军神、酒造祖神、医术祖神、神乐祖神、服部祖神等等。
| 月份   | 神道祭祀                                                                                     |
| ------ | -------------------------------------------------------------------------------------------- |
| 一月   | 四方拜、元始祭                                                                               |
| 二月   | 皇靈殿祈年祭、春日祭、新年祭、御田植祭                                                       |
| 三月   | 春季皇靈殿並神殿祭（三月春分日）、春日祭（三月十三日）                                       |
| 四月   | 神武天皇御例祭、贺茂祭、神衣祭                                                               |
| 五月   | 端午祭（五月五日）、賀茂祭（五月十五日）                                                     |
| 六月   | 神今食大祓、神宮月次祭幣帛發遣（六月四日）                                                   |
| 七月   | 乞巧奠                                                                                       |
| 八月   |                                                                                              |
| 九月   | 伊势例币、重阳宴、秋季皇靈殿並神殿祭（九月秋分）                                             |
| 十月   | 神嘗祭（十月十七日）                                                                         |
| 十一月 | 新嘗祭（十一月廿三日）、相嘗祭、鎮魂祭（十一月廿二日）、靖国神社例祭（五月六日、十一月六日） |
| 十二月 | 大祓（十二月卅一日）、除夜祭（十二月卅一日）、追傩、後桃園院天皇御例祭（十二月六日）         |

- 神樂鈴
- 神社中的宝镜
- 神馔
- 御田植祭御齋田供物
- 参拜仪
- 神道式婚禮的流程
- 在明治神宮舉辦的神道式婚禮
- 神輿出游
- 春日神社奉納仪

神宫里的神官称为祭主、大宫司。神社的首领称为神主，其下有祢宜（觋）、祝、巫（神子）等等。神乐舞女称为巫女。明治二十七年颁布《神官神职服制》敕令，此后修正3次，分为正装、礼装、常装。正服黑罗冠、略服乌帽子(有位立乌帽子、无位折乌帽子)。正服衣冠，四位以上缝腋位袍黑唐草纹、五位赤唐草纹、六位以下绿无纹、无位黄平绢无纹。礼装齋服服制与位袍同，用白绢。中单短帷子，有位者为红绫，无位者红绢。下着指贯，三位以上紫底藤丸纹，四位五位紫平绢，六位以下淺黄平绢。此外有衣冠代用布衣，即无襴狩衣。常装包括狩衣和净衣。中祭、小祭的祭服为常服，即狩衣。别官以下僕從服白张。供品称为神馔，包括饭、饼、白米、黑米、野鸟、水鸟、海鱼、川鱼、海菜、野菜、果实、盐、酒。
- 天孫降臨神籬齋場服白张的僕從
- 巫女
- 巫女
- 折乌帽子狩衣的无位神职
- 立乌帽子红中单狩衣的六位以下神职
- 香取神宮五位神职
- 黑罗冠六位以下衣冠的神主
- 《不動利益缘起绘卷》中的安倍晴明

## 神前结婚儀式
神前結婚儀式可追溯到伊势礼法。1878年，深受水嶋流礼法家影响的伊势神宫的神宫教院颁布神道纲领《五仪略式》，包括诞生之式、创业之式、婚姻之式、奏功之式、葬祭之式五种。不久《类聚婚礼儀式》一书出版。1899年，华族女学校校长細川潤次郎男爵拟定了《新撰婚礼式》，提倡推广神前结婚式。翌年1900年(明治三十三年)以大正天皇结婚为契机，出现了明治式神前结婚法。礼法讲习会在日比谷大神宮（东京大神宫）为当时身为皇太子的大正天皇的结婚式举行演习。此后大正神前结婚法集其大成。目前神前结婚式有三种：自家神前结婚儀式、氏神神前结婚儀式、宗教神道教会结婚儀式。结婚祭仪分为几个步骤。社司为新人开启神社大门，新人献上神馔，社司吟诵祝词，新人交换誓词并献上玉串再敬拜。摆上神酒、一献、二献、三献。媒人、男方亲族及女方亲族入座，与新人敬酒并问候。结婚式举行完后，紧接着举行“披露宴”。结婚儀式只有新郎新娘、媒人夫妇、双方父母、近亲参加。“披露宴”意即“公布于众”，所以参加的人可以很多，如双方工作单位的同事、远亲、同学、朋友均可参加。
- 神道结婚儀式
- 神道结婚儀式

## 皇祖天照大神
天照大神是天皇一系的祖宗神，天皇所郊祀的皇大神，即日神，为治天（天的君王）。
天照大神赐给其子孙三神器，即八咫鏡、草薙劍、八阪瓊曲玉，作为统治的凭证神玺，保佑子孙永远统治日本。
垂仁天皇下诏祭祀天照大神，以兵器祭神祇。
- 伊势神宫皇大神宮（内宮）
- 伊势神宫秋季神樂祭

## 分類
神道依信仰形態可分成：神社神道，教派神道和民俗神道，教派神道分有13個教派，每派有自己的創始人；民俗神道無嚴密組織，是農民自己祭祀農事和路神。明治維新後，政府扶持神社神道，宣布政教合一，將神社神道定為國教，即國家神道，由政府出資資助。古來神道的祭祀神職人員、神主（神道的祭司）以及下級神職人員一般都是世襲。明治政府不採傳統的制度，廢止世襲職。設置內務省中一部局來管轄全國神社，而神職皆成內務省的職員。又將古社中多數小者，由政府統籌到大社中。1945年日本於第二次世界大戰投降後，在盟軍要求下，日本政府宣布政教分離，裕仁天皇發布詔書，宣布自己是人不是神，廢除國家神道，政府不得資助神社，但神社神道已經成為日本神道信仰的主流。

## 神道諸派
- 伯家神道（白川神道・白川伯王家）
- 伊勢神道
- 吉田神道
- 兩部神道
- 山王神道（山王一實神道）
- 法華神道
- 土御門神道（天社土御門神道）
- 吉川神道
- 垂加神道
- 出雲神道
- 物部神道
- 復古神道（古道）
- 忌部神道
- 儒家神道
- 国家神道（大日本帝國時期具有官方身分的神道體系）
- 神社本廳（國家神道在1945年12月廢止後，為承接其組織而成立的民間宗教團體）
- 教派神道（指神道系統的新興宗教）
  - 神道十三派
    - 神道大教
    - 黑住教（神道黑住派）
    - 神道修成派
    - 出雲大社教
    - 扶桑教
    - 實行教
    - 神道大成教
    - 神習教
    - 御嶽教
    - 神理教
    - 禊教
    - 金光教
    - 天理教

  - 神宮教

## 文化
日本人一般在出生30至100天內，都會被父母帶領參拜神社，在3、5、7歲的11月15日所謂七五三節要參拜神社，升學、結婚要到神社祈求神佑。但平時求籤，祈求交通安全等到佛寺，葬禮也要佛教和尚主持。每個神社門前有一個叫做“鳥居”的日本牌坊，正殿門楣上掛一鈴鐺，懸一粗繩，參拜者先要拉動粗繩，再大聲鼓掌以驚動神靈（日本稱為御魂），然後雙手合一默默祈禱。一般不用下跪，但進入殿內須脫鞋。因日本大學升學競爭相當激烈，每年高考時，都有大批學生到神社祈禱。

## 神社
神社不設立靈牌（較重要的神社有一青銅鏡）。有一些具有重要任務的神社稱為神宮。比較重要的神道神社有：
| 神         | 神社 | 神社 |
| ---------- | --- | --- |
| 天照大神   | 伊势神宫 | 伊势神宫 |
| 天皇宗廟   | 石清水八幡宮、香椎宮、氣比神宮、鶴岡八幡宮、宇佐神宮、宇治上神社、赤間神宮、近江神宮、白峯神宮、橿原神宮、筥崎宮、宮崎神宮、宇佐神宮、水無瀨神宮、吉野神宮、平安神宮、明治神宫 | 石清水八幡宮、香椎宮、氣比神宮、鶴岡八幡宮、宇佐神宮、宇治上神社、赤間神宮、近江神宮、白峯神宮、橿原神宮、筥崎宮、宮崎神宮、宇佐神宮、水無瀨神宮、吉野神宮、平安神宮、明治神宫           |
| 名神       | 古事记 | 出雲大社、热田神宫、伏見稻荷大社、熊野本宮大社、春日大社、石上神宮、龍田大社、廣瀨大社、八坂神社、鹿島神宮、多賀大社、日前宮、丹生都比賣神社、伊弉諾神宮、鹿兒島神宮、南宮大社、多度大社 |
| 名神       | 山神 | 大神神社、松尾大社、日吉大社、大山祇神社、三嶋大社、鳥海山大物忌神社、日枝神社、富士山本宮淺間大社                                                                                       |
| 名神       | 水神 | 严岛神社、丹生川上神社、貴船神社 |
| 賀茂氏宗廟 | 賀茂神社 | 賀茂神社 |
| 橘氏宗廟   | 梅宮大社 | 梅宮大社 |
| 德川氏宗廟 | 日光東照宮、上野東照宮、久能山東照宮 | 日光東照宮、上野東照宮、久能山東照宮 |
| 人神       | 太宰府天滿宮、北野天滿宮、上杉神社、豐國神社、照國神社、建勳神社、湊川神社、四條畷神社、鎌倉宮、晴明神社、中正神社                                                             | 太宰府天滿宮、北野天滿宮、上杉神社、豐國神社、照國神社、建勳神社、湊川神社、四條畷神社、鎌倉宮、晴明神社、中正神社                                                                       |
| 国社       | 靖国神社、大國魂神社、北海道神宮 | 靖国神社、大國魂神社、北海道神宮 |

## 對台灣與朝鮮半島的影響
台灣自1895年起馬關條約簽訂起至1945年8月15日，日本戰敗投降，期間統治共有五十年的時間。期間日本以「神道」作為政治及教化的媒介，故台灣留下許多神社的建築，但這些神社大部分在戰後先後遭到拆毀，目前除高士神社已重建並恢復祭祀外，其餘皆已拆除及改建作為其他用途，例如桃園神社。
朝鮮半島自1910年8月22日日本（大日本帝國）基於《日韓合併條約》，將朝鮮半島（大韓帝國）併入版圖起至1945年8月15日，日本戰敗投降，期間統治共有三十五年的時間。在日韓合併前，朝鮮半島已有日本人在釜山、仁川、首爾、鎮南浦、群山、龍川、大邱、大田、城津、馬山、木浦的日本居留民地區設立神社神社設立
日韓合併後，朝鲜总督府在1912年即編列預算進行朝鮮神社（之後定名為朝鮮神宮）的設立調查，此後在1915年10月實施「神社寺院規則」，規定朝鮮的神社存廢皆須經總督府許可，朝鮮的神社在此後逐漸設立，原本已設立的12處居留地神社在之後被公認，作為朝鮮總鎮守的朝鮮神宮則在1925年完工。
朝鮮殖民當局自1936年推動皇民化運動，與台灣同樣採壓抑本地固有宗教，增設及升格神社、增加神社參拜的方式以推廣神道。朝鮮總督府自1936年8月進行「一道一列格社」的神社政策改革，並制定神社的神祠、神饌、幣帛料供進制度，將官國幣社下的社格分為與日本本土的社格制度不同的「道供進社」、「府供進社」、「邑供進社」，之後逐漸將8道的神社列格為國幣小社。自1939年至1942年，朝鮮的神社增加了3座，而規模較小的神祠則從470座增加至828座。在1939年，朝鮮總督府設立了第二座神宮「扶餘神宮」，其祭神是與朝鮮相關的神祗，然而因戰事窘迫，在二戰結束前沒有鎮座。總計朝鮮共設有官幣大社2座、國幣小社8座、道供進社9座、府供進社8座、邑供進社18座、無格社37座、其餘的神祠973座，共計1,055座。
二戰後，朝鮮半島的神社大部分被拆毀，僅有少數神社仍保留遺構，例如小鹿島神社、江原神社。

## 脚註

### 出典
1. ↑  .   [2013-02-24]. （原始内容存档于2014-08-28）.
2. ↑  德川義直，《神祇宝典序》
3. ↑  《宗教年鑑》 平成28年版 （页面存档备份，存于） - 文化廳，第35頁
4. ↑  .   [2013-12-27]. （原始内容存档于2021-01-19）.
5. ↑  . miko.org.   [2016-12-23]. （原始内容存档于2021-01-26）.
6. ↑  大日本史　卷之一百五十一　列傳第七十八 （页面存档备份，存于）“夫夫衰弊之漸，其來有由。一者，廟社不祀也。祈年祭、月次、神今食、神嘗祭、新嘗會，朝之重事也。其祀僅存，其禮漸薄。凡神今食，天皇幸中和院。神嘗祭，幸大極殿。威儀棣棣，自感神心。昔告朔餼羊，仲尼愛禮，以小喻大，何失恆規。宜每事遵式，舉而行之。諸國所在大小神社，破壞不修，頗倒無基。國宰不踐祭祀之場，社司不為修治之營，況非家譜之輩，知廟社之務，誰能竭謹慎之誠，而致齊肅之禮乎。”
7. ↑  日本書紀　卷第三　神武紀 （页面存档备份，存于）“天照大神訓于天皇曰:「朕今遣頭八咫烏,宜以為鄉導者.」果有頭八咫烏,自空翔降.天皇曰:「此烏之來,自適祥夢.大哉,赫矣!我皇祖天照大神,欲以助成基業乎!」”“四年春二月,壬戌朔甲申,詔曰:「我皇祖之靈也,自天降鑑,光助朕躬.今,諸虜已平,海內無事.可以郊祀天神,用申大孝者也!」”
8. ↑  古語拾遺 （页面存档备份，存于）“于時,天祖天照大神、高皇產靈尊,乃相語曰:「夫,葦原瑞穗國者,吾子孫可王之地.皇孫就而治焉.寶祚之隆,當與天壤無窮矣.」即以八咫鏡及草薙劍二種神寶,授賜皇孫,永為天璽.矛、玉自從.即,敕曰:「吾兒視此寶鏡,當猶視吾.可與同床共殿,以為齋鏡.仍,以天兒屋命、太玉命、天鈿女命,使配侍焉.」”
9. ↑  日本書紀　卷第二　神代 （页面存档备份，存于）“故天照大神乃賜天津彥彥火瓊瓊杵尊,八阪瓊曲玉及八咫鏡、草薙劍,三種寶物.又以中臣上祖-天兒屋命、忌部上祖-太玉命、猿女上祖-天鈿女命、鏡作上祖-石凝姥命、玉作上祖-玉屋命,凡五部神使配侍焉.因敕皇孫曰:「葦原千五百秋之瑞穗國,是吾子孫可王之地也,宜爾王孫就而治焉!行矣,寶祚之隆,當與天壤無窮者矣!」”
10. ↑  日本書紀　卷第六　垂仁紀 （页面存档备份，存于）“時天照大神誨倭姬命曰:「是神風伊勢國則常世之浪歸國也.傍國可怜國也,欲居是國.」故隨大神教,其祠立於伊勢國,因興齋宮于五十鈴川上.是謂-磯宮.”“大水口宿禰而誨之曰:「太初之時,期曰:『天照大神悉治天原;皇御孫尊專治葦原中國之八十魂神;我親治大地官者.』言已訖矣.然先皇御間城天皇雖祭祀神祇,微細未探其源根,以粗留於枝葉,故其天皇短命也.是以今汝御孫尊悔先皇之不及而慎祭,則汝尊壽命延長,復天下太平矣!」”
11. ↑  . The News Lens 關鍵評論網.   [2020-08-13]. （原始内容存档于2022-05-10）.
12. ↑  . 蘋果日報. 2015年8月10日  [2016年3月11日]. （原始内容存档于2016年3月11日） （中文（臺灣））. 台版「靖國神社」，明天將在屏東縣牡丹鄉高士村揭幕。日本《產經新聞》今天報導，日本神職人士佐藤健一有感於311東日本大震災時台灣對日本的援助，以及村民希望重建當地神社的心願，決定自費1千萬日圓（約254萬元台幣）協助重新打造，新神社將於明天揭幕。
13. 1 2
14. ↑  津田良樹、中島三千男、金花子、川村武史.  (PDF). 神奈川大学21世紀COEプログラム研究推進会議『年報 人類文化研究のための非文字資料の体系化』第3号. 2006-03  [2022-01-01]. （原始内容存档 (PDF)于2019-12-19）.
15. ↑  中島三千男、前田孝和、津田良樹、坂井久能、菅浩二、稻宮康人. . 年報. 2015  [2022-01-02]. （原始内容存档于2022-01-02）.
16. ↑  津田良樹、渡邊奈津子.  (PDF).   [2022-01-01]. （原始内容存档 (PDF)于2022-01-01）.

### 引用
1. 金, 雅蘭.  (PDF). 國立臺灣師範大學歷史學系. 2014  [2022-01-01]. （原始内容存档 (PDF)于2022-01-01）.

## 外部連結
- （日語）http://21coe.kokugakuin.ac.jp/db/jinja/index.html （页面存档备份，存于）
- （日語）
- （英文）Kokugakuin University Encylopedia of Shinto （页面存档备份，存于）